# Зауральська рівнина
Заура́льська рівнина́, Зауральський пенеплен — рівнина, що включає східні передгір'я Середнього і Південного Уралу.
- Ширина до 100 км на півночі і більше 200 км на півдні.
- Висота 200—300 м.

Окремі останцеві гори до 500—600 м. Зауральська рівнина має слабкий ухил на схід.
Складена виверженими, осадковими і метаморфічними гірськими породами палеозойського віку; багато гранітів. На півночі — тайгові ліси, є болота, на півдні — різнотравні і дерновинно-злакові степи.

## Ріки
- Пишма
- Ісеть
- Міас

## Озера
- Аятскоє[ru]
- Сінара[ru]
- Чебаркуль